# 小野光景

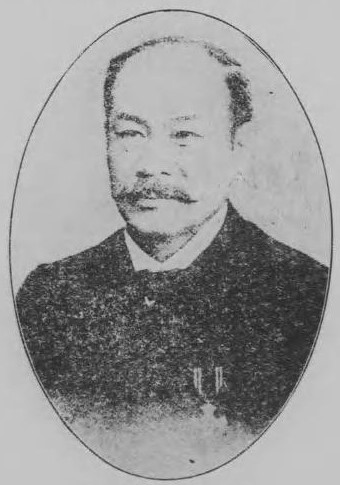
小野光景

小野光景（1845年4月21日—1919年9月18日）是一位日本企业家、政治家，幼名彦太郎。

## 生平

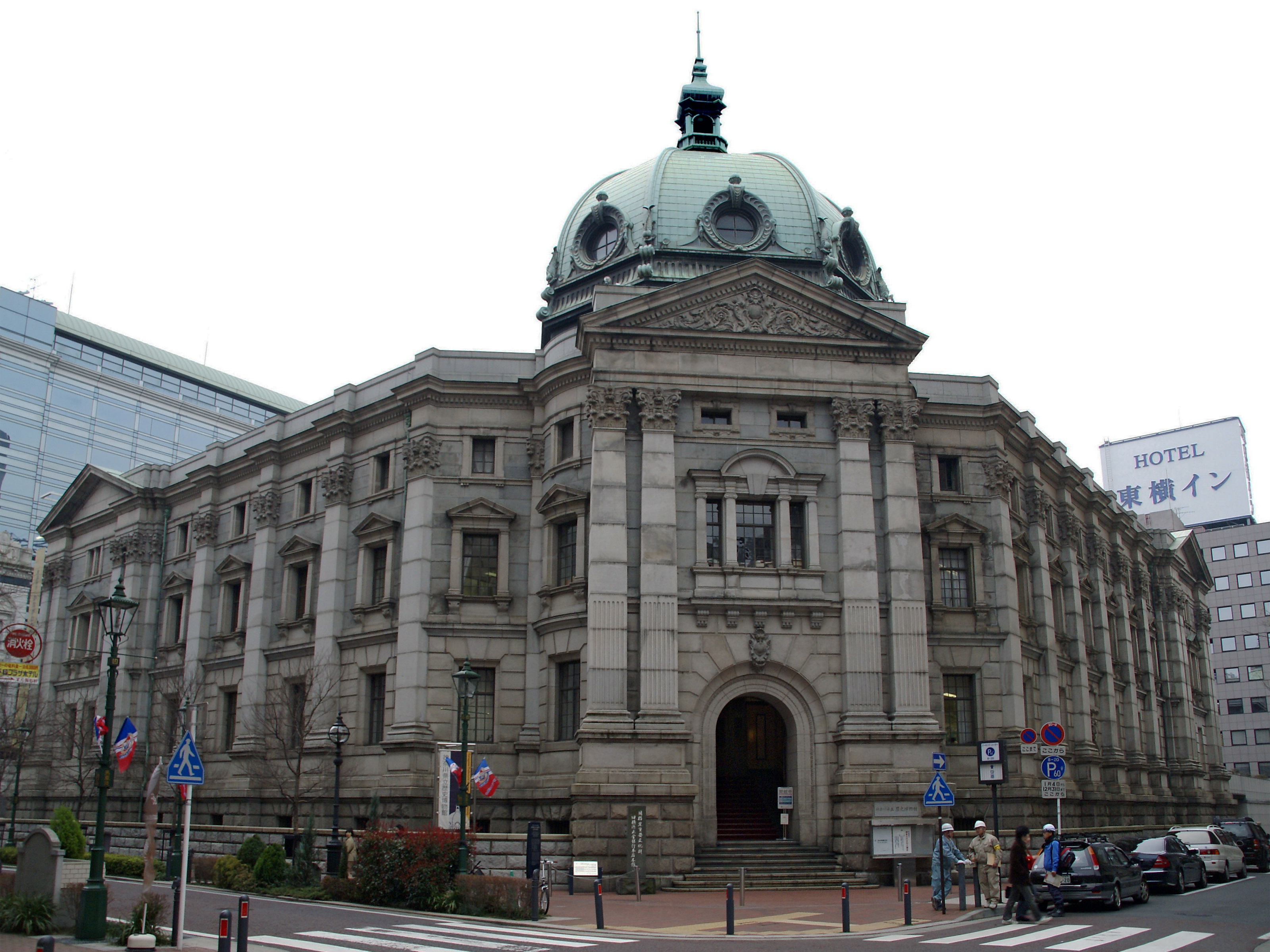
旧横滨正金银行本店（現神奈川县立历史博物馆）

1845年出生于信浓国伊那郡小野村（现长野县上伊那郡辰野町），进入高远藩藩校进德馆学习。1882年创建横滨商法学校（现横滨市立横滨商业高等学校）。1883年创建绢丝企业小野商店。1882年担任横滨正金银行行长，横滨商工会议所会长，贵族院议员。

## 荣誉
1919年因捐献5万日元给恩赐财团济生会而被授予绀绶褒章，成为该奖首位获奖人。